# Путеводитель по лжи
«Путеводитель по лжи. Критическое мышление в эпоху постправды» (англ. A Field Guide to Lies) ― научно-популярная книга американского учёного, писателя, психолога Дэниела Левитина. Книга написана с целью помочь людям овладеть навыками критического мышления, распознавать логические заблуждения и предубеждения и научиться проверять достоверность информации, получаемой через средства массовой информации. Даниел Левитин за эту книгу получил премии Mavis Gallant, National Business Award Book, серебряную медаль от Axiom Business Book Awards. Книга опубликована ещё на 10 языках: китайском, голландском, эстонском, финском, японском, корейском, португальском, румынском, русском и словенском.

## Об авторе
Дэниел Левитин на момент публикации этой книги был деканом факультета социальных наук в университете Минервы, преподавателем Центра высшего образования в школе бизнеса Хаас, Калифорнийского университета в Беркли и профессором психологии и поведенческой нейробиологии в Университете Макгилла. Его интерес к написанию книги появился в ответ на огромное количество информации, которую люди ежедневно получают через СМИ, им руководило желание помочь людям разработать методы, позволяющие отличать фактическую информацию от искажённой, ложной, ненаучной и ошибочной информации.

## Обзор
Практическое руководство по критическому мышлению ― это руководство для людей, которые хотят научиться проверять достоверность информации, поступающей к ним через различные средства массовой информации. Левитин отмечает, что люди «склонны применять критическое мышление только к тому, с чем мы не согласны». На примерах автор демонстрирует, как людей можно «обмануть и ввести в заблуждение числами и логикой» и предлагает стратегию распознавания логических заблуждений и оценки надёжности сайтов в интернете.
В своей книге Левитин обсуждает важность критической оценки статистики в СМИ и предупреждает, что «она не является фактом». Статистика, диаграммы и графики могут (непреднамеренно или намеренно) быть искажены, чтобы соответствовать определённым точкам зрения, и не должны приниматься за истину.
Другие ключевые концепции, изложенные в книге, включают признание предвзятости подтверждения и стойкости убеждений, которые приводят к поспешным решениям и ошибочным рассуждениям. Автор призывает осторожно и критически относиться к словам многочисленных «экспертов», которые в большинстве своем являются дилетантами.
Даниэл Левитин пишет, что «Критическое мышление ― это не то, что вы делаете один раз с проблемой, а затем отбрасываете её. Это активный и непрерывный процесс».
В «Путеводителе по лжи» представлены три вида дезинформации: числовая, вербальная и научная. Книга предлагает множество проверок правдоподобия информации и предлагает остерегаться совершать самую распространённую ошибку, когда мозг человека принимает решения, в значительной степени основываясь на эмоциональных соображениях, которые затем он пытается рационализировать и оправдать. Левитин показывает, насколько средства, которые выглядят привлекательно, на самом деле лишь искажают информацию: один эксперимент несёт мало полезной информации; статистика — это не факты, а интерпретации, сделанные людьми; неправильно используемые термины вводят людей в заблуждение (например, такое понятие как «средний»); «значительный» не означает «заслуживающий внимания» или «важный» (он лишь показывает, насколько легко случай может объяснить наблюдение); эксперт в одной области не становится автоматически экспертом в другой; опросы не несут важной информации, так как представляют собой небольшую выборку возможных взглядов и опыта респондентов и т. д.

## Критика
Рецензенты «Справочника лжи» сочли эту книгу интересным, своевременным и полезным учебником для «критического мышления в век информации».
Сэмюэл Арбесман утверждал, что «в конечном счёте Левитин, кажется, отстаивает научное мышление в том, как мы подходим к окружающему миру и информации в нём, постоянно проверяя то, с чем мы сталкиваемся, скептически и критически».
«Литературное обозрение Канады»: «Как нельзя лучше выбрать время… для новой книги Дэниела Левитина… руководства по выживанию в постфактуальную эпоху… в борьбе с ошибками и невежеством, ложью и ошибками он одновременно увлекает и вознаграждает».
Профессор неврологии Университета Джорджа Вашингтона Ричард Э. Цитович считает, что книга могла бы быть «полевым руководством по лжи», если бы местами не приближалась в изложении к сухому научному языку.
Книга была одобрена большим количеством выдающихся учёных, включая Чарльза Уилана (Университет Дартмут), Джаспера Райна (Калифорнийский университет в Беркли) и Дженис Стейн (Университет Торонто).

## Издание в России
Книга была переведена на русский язык и вышла в свет в издательстве «Манн, Иванов и Фербер» в 2017 году. ISBN 978-5-00100-840-8